# 宋瑞祥
宋瑞祥（1939年10月—），男，江苏金坛人，中华人民共和国政治人物。曾任青海省人民政府省长、地质矿产部部长、中国地震局局长。中共第十五届中央委员。

## 生平
1957年至1964年，先后任湖南省地质局403地质队等单位技术员分队技术负责。1964年起先后担任湖南省地质局工程师、地矿处副处长。1980年任湖南省地质局副局长、党组成员。
1982年4月至1985年6月历任青海省地矿局副局长、局长、党组书记。1985年7月至1989年9月任青海省省长、省委副书记。
1989年10月任地质矿产部副部长、党组副书记（正部级）。1994年4月至1998年3月任地质矿产部部长、党组书记。1998年4月起任国家环境保护总局副局长（正部级）、党组副书记，同时任全国矿产资源委员会副主任。2002年1月至2004年12月任中国地震局局长（正部级）。
2009年12月退休。

## 肯定《唐山警示录》
2004年7月，宋瑞祥在中国地震局局长任内，肯定了张庆洲的报告文学《唐山警示录》，并为该书作序，使该书突破阻力（由于该书记录了唐山大地震漏报及震区青龙县、开滦煤矿奇迹等事件，2002年被中共唐山市委宣传部以“当事人说法一面之辞”、“若宣传内容会误导公众”、“涉及文革人物评价”等理由禁止出版发行。）于2006年1月得以出版发行。宋瑞祥于唐山大地震30周年即2006年退休，其继任者陈建民及唐山市等政府出面封禁了《唐山警示录》。